# Advance Island
Advance Island ist eine unbewohnte Insel im Indischen Ozean vor der Küste des australischen Bundesstaats Western Australia. Sie ist 6,6 Kilometer vom australischen Festland entfernt. 
Sie ist 60 Meter lang, 30 Meter breit und vier Meter hoch. Die Nachbarinseln heißen Scaddan Island, Caesar Island und Viney Island.